# UAZ-469
El UAZ-469 es un vehículo todo terreno fabricado por la productora rusa de todoterrenos UAZ. Fue utilizado por el Ejército Soviético y otras fuerzas del Pacto de Varsovia, así como las unidades paramilitares en países del ex-bloque del Este. En Rusia, también se halla en servicio en todos los organismos del Estado en los cuales es necesario un sólido vehículo todo-terreno.

## Historia
El UAZ-469 se introdujo en 1965, en sustitución del GAZ-69. El UAZ-469 presenta dos grandes ventajas: Es capaz de conducir en prácticamente cualquier terreno y es muy fácil mantenimiento.
El UAZ-469 llegó a la condición de legendario por su fiabilidad y capacidad off-road. El vehículo no estaba disponible para su compra por parte del público, pero muchos fueron vendidos como excedentes a propietarios privados.
Desde 1985, debido a las nuevas normas de la industria cambió su denominación: la UAZ-469 se convirtió en el UAZ-3151, mientras que la UAZ-469B se convirtió en el UAZ-31512. Actualmente, la fabricación de UAZ-31512 para el ejército ruso continúa, mientras que la fabricación para el mercado civil se suspendió debido a las nuevas normas de emisión, para adaptarse al mercado apareció el UAZ Hunter, una versión actualizada del viejo UAZ-469B.
El UAZ-469 —y sus modificaciones— se ha ganado una reputación como muy fiable 4x4.
Uno de los principales motivos, por el cual, el 469 ha gozado de tal popularidad es por lo deliberadamente simple de su diseño, que permite un fácil mantenimiento y reparaciones. Su sencillez está dada por 2 motivos principales: los requisitos de las Fuerzas Armadas de la ex-Unión Soviética de efectuar por sí misma el mantenimiento y la simplicidad, fácil mantenimiento y el bajo costo de sus repuestos. Incluso las más complicadas y costosas reparaciones las puede efectuar el propio conductor.
Si bien, ha demostrado ser un fiable 4x4, se han producido algunos problemas con la transmisión del 469 por falta de mantenimiento. Otro problema, ha sido el uso de repuestos no originales. Además, en la década de los 90, luego de la caída de la Unión Soviética, se produjo una disminución de la calidad en el montaje de los vehículos UAZ, ya que la empresa luchó para sobrevivir y no podía pagar los sueldos de sus empleados. Otros problemas se han encontrado con la modernización del vehículo, al implementar nuevos aparatos eléctricos y accesorios han sido de mala calidad. Para retornar a la fiabilidad de los vehículos a sus antiguos estándares, la empresa UAZ ha introducido un exigente control de calidad.

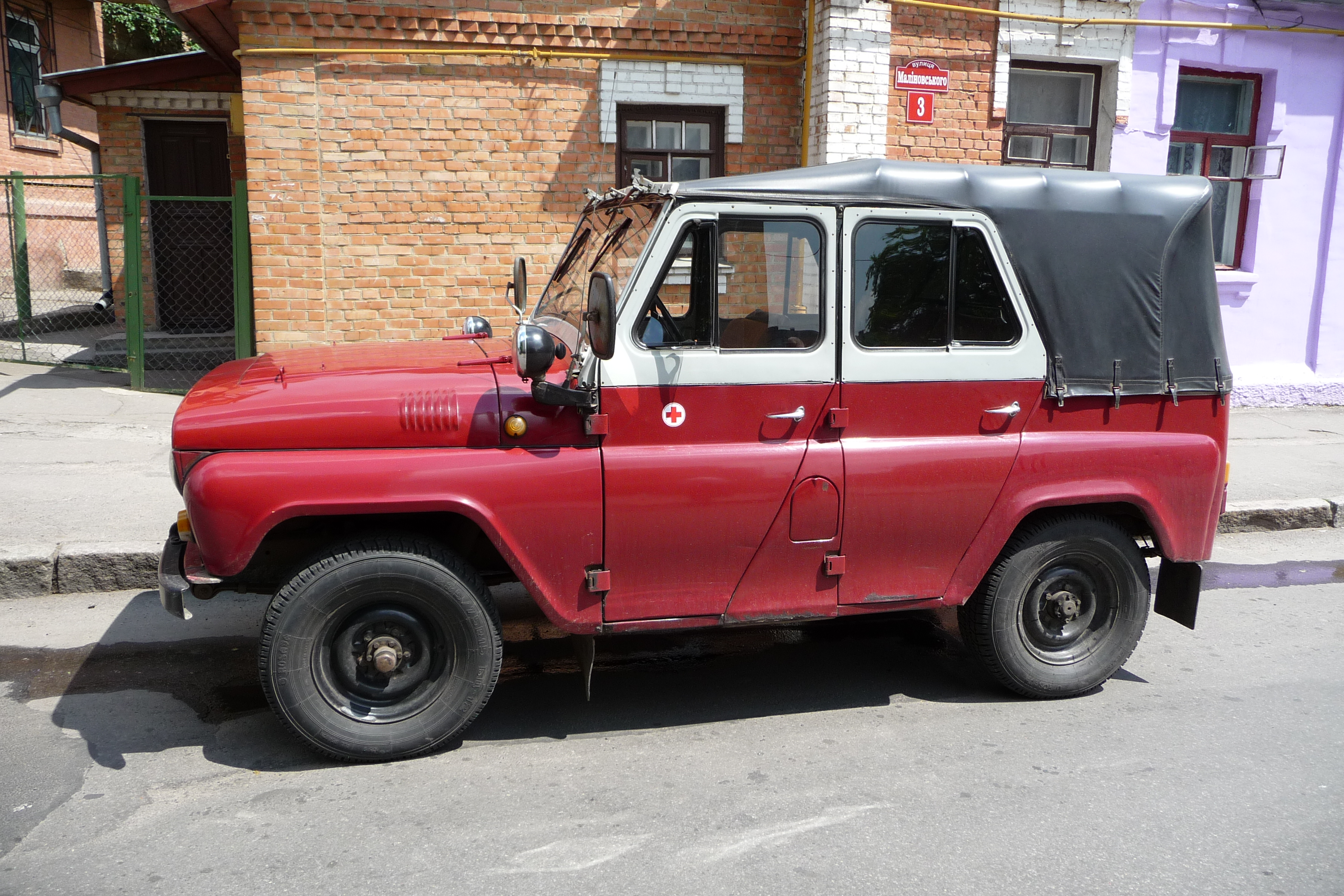
Modificación para la asistencia médica, utilizada en Ucrania

## Variantes y modificaciones
En Cuba ha comenzado la modernización del UAZ-469; en los vehículos se está instalando un nuevo motor diésel MMZ-4DTI. El primer prototipo se mostró en octubre de 2020, y luego la empresa cubana "Transimport" compró otros 100 motores para modernizar el UAZ-469.

## Usuarios

### Actuales
- Rusia
- Argentina
- Argelia
- Angola
- Armenia
- Chile
- Azerbaiyán
- Birmania
- Bielorrusia
- Bolivia
- Bulgaria
- Canadá
- Croacia
- Cuba
- Colombia
- Ecuador
- Etiopía
- Georgia
- Hungría
- India
- Irán
- Irak
- Kazajistán
- Kirguistán
- Libia
- Marruecos
- México
- Malasia
- Macedonia del Norte
- Moldavia
- Nicaragua
- Corea del Norte
- República Checa
- Rumania
- Serbia
- Eslovaquia
- Sudáfrica
- Siria
- Tayikistán
- Turkmenistán
- Ucrania
- Uruguay
- Uzbekistán
- Vietnam
- Venezuela
- Yemen

### Anteriores
- Alemania Occidental/ Alemania
- República Democrática Alemana
- Checoslovaquia
- Serbia y Montenegro
- Unión Soviética
- Yugoslavia